# Inductance
Cet article concerne l'inductance en tant que concept physique. Pour le composant, voir Bobine (électricité).
Selon le théorème d'Ampère, tout courant parcourant un circuit crée un champ magnétique à travers la section qu'il entoure, c'est le phénomène d'induction électromagnétique. L'inductance de ce circuit est le quotient du flux de ce champ magnétique par l’intensité du courant traversant le circuit,,. L’unité SI de l’inductance est le henry (H), nom donné en l'honneur du physicien Joseph Henry. En toute rigueur ce terme n'a d’intérêt que pour les situations dans lesquelles le flux est — ou peut être considéré comme — proportionnel au courant.
Par synecdoque, on appelle inductance tout composant électronique destiné par sa construction à avoir une certaine valeur d’inductance (grandeur physique), tout comme on appelle résistances les composants utilisés pour leur résistance électrique. Ces dipôles sont généralement des bobines, souvent appelées self,. L'expression « coefficient de self-induction », parfois employée, est un anglicisme.
Le terme « inductance » a été donné par Oliver Heaviside en 1886. Le symbole L est utilisé en l'honneur du physicien Heinrich Lenz pour ses travaux dans le domaine de l'électromagnétisme,,.

## Courant et champ électrique

Lignes de champ magnétique autour d'un élément de longueur d'un fil parcouru par un courant électrique.

### Champ magnétique induit
On se place dans le cas d'un circuit électrique formé d'une seule maille (au sens des lois de Kirchhoff). Ce circuit est donc parcouru par un courant électrique I constant tout au long du circuit (mais que l'expérience peut évidemment faire varier, à condition que ce soit lentement, et on ne se préoccupe pas directement des petits effets transitoires dus à ces variations).
Comme le montre l'expérience d'Ørsted, dont les résultats sont formalisés par la loi d'Ørsted, la présence d'un courant électrique crée alors un champ magnétique dans l'espace, dont la configuration exacte peut être complexe, fonction du tracé du circuit lui-même potentiellement complexe. D'après la loi d'Ørsted, la contribution dB au champ magnétique du point {\displaystyle P} d'un élément infinitésimal dl, situé au point {\displaystyle Q} et parcouru par le courant I, est :
{\displaystyle {\rm {d{\vec {B}}_{(P)}={\frac {\mu _{0}}{4\pi }}I\;{\overrightarrow {\rm {d\ell }}}\wedge \left({\frac {\overrightarrow {PQ}}{|{\overrightarrow {PQ}}|^{3}}}\right)}}}.
On sait donc que le champ magnétique est là présent partout dans l'espace, mais dans le cas général, il n'y a généralement aucun moyen pratique permettant d'en calculer sa valeur en un point déterminé. Mais indépendamment de sa complexité dans l'espace, ce champ induit est (en première approximation — dans le vide) proportionnel en tout point au courant électrique qui l'a créé, et c'est ce point qui est fondamental pour la suite.

### Énergie de création du champ magnétique
La création d'un champ magnétique demande nécessairement le transfert d'une certaine énergie électromagnétique par unité de volume. Dans le cas d'un circuit créant un champ magnétique, l'énergie globale ainsi transférée (sommation sur tout l'espace de l'énergie électromagnétique créée en chaque point) résulte nécessairement d'un travail du courant électrique, lequel rencontre donc nécessairement une opposition. Compte tenu du circuit, cette opposition ne peut se manifester que sous la forme d'une force contre-électromotrice E induite (c'est-à-dire quelque chose qui aurait le même effet qu'une tension électrique, mais qui d'une manière ou d'une autre serait immanent à l'ensemble du circuit), apparaissant dans le circuit en proportion de la variation de courant, et traduisant implicitement la mise en place du champ magnétique par ce courant électrique.
Le travail dW effectué par le courant à un instant t pendant un intervalle de temps dt correspond à la puissance électrique associée à cette force contre-électromotrice E. Cependant, toutes choses égales par ailleurs, le travail n'existe que dans la mesure où le champ magnétique varie, et il est d'autant plus grand pendant un intervalle de temps dt qu'est rapide la variation de courant qui la génère. Globalement, le travail doit donc être proportionnel à la fois au courant I et à sa variation dI/dt, que multiplie un coefficient L caractérisant la géométrie du circuit et la manière dont il crée un champ magnétique, coefficient d'autant plus grand que le champ magnétique créé est important pour une intensité donnée :
{\displaystyle \mathrm {d} W=EI.\mathrm {d} t=-LI{\mathrm {d} I \over \mathrm {d} t}\mathrm {d} t=-L\mathrm {d} \left({I^{2} \over 2}\right)}.

### Coefficient d'auto-induction

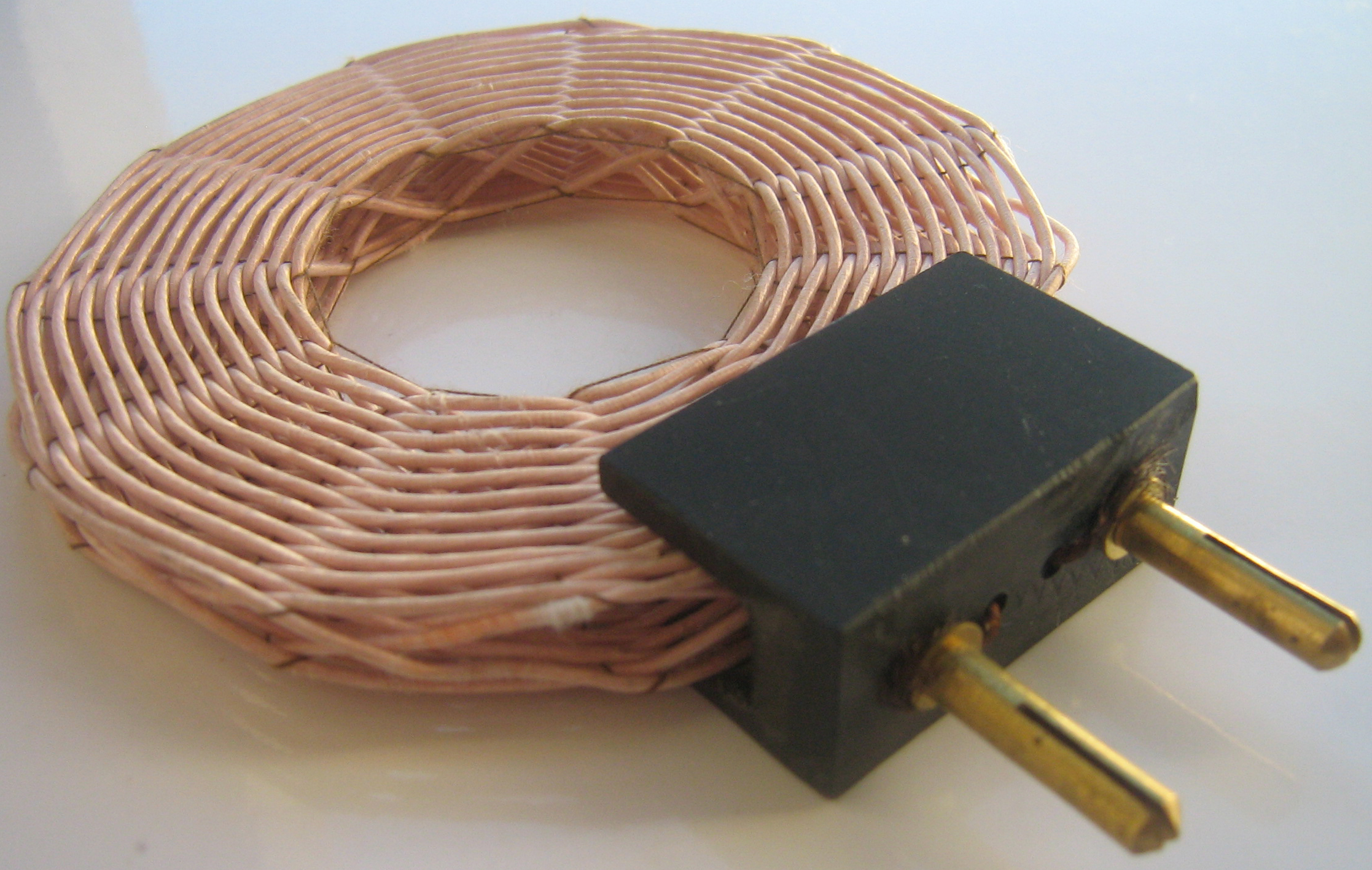
Une inductance sous forme de composant.

Indépendamment des complexités d'intégrations, matérialisées ici par un coefficient de couplage constant L, on voit donc que (1) le champ magnétique est proportionnel au courant, (2) la force contre-électromotrice E est de la forme {\textstyle E=-L(\mathrm {d} I/\mathrm {d} t)}, et (3) l'énergie de formation du champ magnétique est {\textstyle W=-{1 \over 2}LI^{2}}.
Par définition, ce coefficient de couplage L est ce que l'on appelle le « coefficient d'auto-induction » du circuit électrique considéré.
En réalité, ce coefficient d'auto-induction est généralement faible dans un circuit usuel, il ne prend des valeurs importantes (et induit des forces contre-électromotrices importantes) que lorsque la forme du circuit est spécialement disposée pour qu'un courant électrique relativement faible puisse créer un champ magnétique comparativement important. Dans ce but, on profite de la capacité d'une boucle de courant à créer un moment magnétique unitaire (proportionnel à l'intensité électrique et à la surface de la boucle) pour multiplier le nombre de boucles imposées au circuit électrique en un composant localisé, qui prend la forme d'une bobine ou d'un solénoïde.
Sous une telle forme, le coefficient d'auto-induction du circuit est essentiellement dû au composant en question. Par définition, cette valeur est l’inductance de cet élément, en négligeant la très faible contribution du reste du circuit.
L'inductance d'un composant est celle du circuit lorsque ce composant est seul, mais si une autre bobine est montée sur le même circuit ou sur un circuit séparé, les interférences entre les deux seront souvent complexes et l'inductance de l'ensemble difficile à déterminer avec précision dans tous les cas. Dans le cas simple où les bobines appartiennent au même circuit et sont à proximité l'une de l'autre et enfilées sur une même tige ferromagnétique, l'inductance globale sera (sensiblement) la somme des inductances des composants.

### Induction mutuelle entre circuits
Si l'on se place à présent au niveau d'un élément de longueur du circuit, la force contre-électromotrice d'ensemble ne peut être que le résultat d'une intégrale de chemin d'un champ électrique élémentaire le long du circuit ; et la seule chose visible localement par cet élément de longueur est la variation locale du champ magnétique. En reprenant la présentation du phénomène ci-dessus, et abstraction faite des considérations énergétiques, on voit que l'on peut décomposer l'auto-inductance en deux phénomènes indépendants : d'une part la création d'un champ magnétique sous l'effet d'un courant électrique dans un certain circuit, et d'autre part l'apparition d'une force contre-électromotrice dans un certain circuit, consécutive à la variation de ce champ. Le point important est qu'il n'y a aucune raison que les deux circuits soient les mêmes : du moment qu'un circuit est exposé à une variation du champ magnétique, il verra l'apparition d'une force contre-électromagnétique, indépendamment de savoir si ce champ a été créé par un courant traversant ce même circuit — même s'il a été créé par un courant, puisqu'il peut autant l'être par un aimant.
Dans le cas d'un circuit (en maille unique) quelconque, la force contre-électromotrice induite varie suivant la loi de Lenz-Faraday, qui relie cette force contre-électromotrice à la variation d'un flux magnétique, flux du champ magnétique traversant le circuit considéré. On peut obtenir une expression de cette force contre-électromotrice à partir du potentiel vecteur du champ magnétique {\textstyle {\vec {A}}}, la « primitive spatiale » du champ magnétique {\textstyle {\vec {B}}} tel que {\textstyle {\overrightarrow {B}}={\overrightarrow {\nabla }}\wedge {\overrightarrow {A}}}. Par rapport à ce potentiel vecteur, la loi de Lenz-Faraday indique que la force contre-électromotrice d'une longueur élémentaire du circuit est liée à la variation temporelle du potentiel vecteur en ce point :
{\displaystyle {\vec {E}}\cdot {\vec {d\ell }}=-{\partial  \over \partial t}{\vec {A}}\cdot {\vec {d\ell }}}.
L'intégrale de cette force contre-électromotrice le long de la boucle du circuit électrique fournit donc la force totale.
La création d'un tel champ induit donc (dans un circuit électrique formé d'une seule maille, éventuellement différent) une force contre-électromotrice dans le circuit récepteur. Ici encore le calcul du coefficient d'induction mutuelle entre deux circuits peut être complexe, cette complexité est résumée par ce « coefficient » qu'il est possible de déterminer expérimentalement.

### Force contre-électromotrice et flux du champ magnétique
Analytiquement, l'expression de la force contre-électromotrice sur l'ensemble du circuit est donc donnée par l'intégrale de chemin, où {\textstyle {\vec {A}}} est la « primitive spatiale » du champ magnétique {\textstyle {\vec {B}}} tel que {\textstyle {\overrightarrow {B}}={\overrightarrow {\nabla }}\wedge {\overrightarrow {A}}} :
{\displaystyle E=\oint {\vec {E}}\cdot {\vec {d\ell }}=-\oint {\partial  \over \partial t}{\vec {A}}\cdot {\vec {d\ell }}}.
Le théorème du rotationnel dit par ailleurs que la circulation de cette « primitive » d'un champ vectoriel {\textstyle {\vec {A}}} sur une boucle fermée est égale au flux de ce même champ vectoriel sur une surface s'appuyant sur cette boucle :
{\displaystyle \oint _{C}{\vec {A}}\cdot {\overrightarrow {\mathrm {d} \ell }}=\iint _{S}{\vec {\nabla }}\wedge {\vec {A}}\cdot {\overrightarrow {\mathrm {d} S}}=\iint _{S}{\vec {B}}\cdot {\overrightarrow {\mathrm {d} S}}}.
La forme de la boucle fermée que constitue le circuit étant (sensiblement) constante dans le temps, « l'intégrale de la variation temporelle » du potentiel vecteur sur cette boucle est égale à « la variation temporelle de l'intégrale ». Par conséquent, la force contre-électromotrice est égale à la variation du flux magnétique traversant le circuit :
{\displaystyle E=-\oint {\partial  \over \partial t}{\vec {A}}\centerdot {\vec {d\ell }}=-{\partial  \over \partial t}\left(\oint {\vec {A}}\centerdot {\vec {d\ell }}\right)=-{\partial  \over \partial t}\left(\iint _{S}{\vec {B}}\cdot {\overrightarrow {\mathrm {d} S}}\right)}.
La force contre-électromotrice E étant de la forme {\textstyle E=-L(\mathrm {d} I/\mathrm {d} t)}, par définition de l'inductance L, on voit que cette dernière est reliée au flux magnétique par {\displaystyle L={\Phi }/{I}}.

### Grandeur électromagnétique et unité
Le coefficient d'auto-induction (ou, plus rarement, d'induction mutuelle) s'exprime suivant une grandeur physique dénommée l’inductance. Son unité dans le système international d'unités est le henry. Comme présenté ci-dessus, l'inductance se caractérise par {\textstyle E=-L(\mathrm {d} I/\mathrm {d} t)}. L’inductance d’un circuit est donc de 1 henry si un courant parcourant ce circuit, en variant uniformément à raison de 1 ampère par seconde (T −1·I), produit à ses bornes une force électromotrice de 1 volt (M·L 2·T −3·I −1). Par conséquent, l'inductance est de dimension M·L 2·T −2·I −2, soit en unités de base SI : 
1 H = 1 V A−1 s = 1 m2 kg s−2 A−2 = 1 m2 kg C−2.
C'est une grandeur scalaire. C'est une grandeur extensive, dans le sens où elle caractérise un système physique dans son ensemble, et non pas localement. Par rapport à son caractère extensif, son caractère « additif » dépend fortement des conditions expérimentales et n'a de sens que si les deux inductances considérées sont placées dans la même configuration géométrique. En cas de superposition de deux inductances, dans le cas général, la valeur de l'inductance globale dépend très fortement de la géométrie du système. L'inductance de deux nappes de boucles de courant superposées en un même bobinage et alignées sur un même noyau ferromagnétique est effectivement la somme des inductances de ces nappes (on est alors dans un cas de « toutes choses égales par ailleurs ») ; mais dès que les bobinages s'éloignent les uns des autres, on entre dans le domaine du coefficient d'induction mutuelle, et l'additivité (ou pas) devient très dépendante des conditions géométriques.

## Inductance propre

Symbole de l'inductance.

La définition la plus courante d'inductance propre est la suivante :
La surface circonscrite par un circuit électrique parcouru par un courant I est traversée par le flux du champ magnétique (appelé autrefois flux d’induction) {\displaystyle \Phi \,}. L’inductance L du circuit électrique est alors définie comme le rapport entre le flux embrassé par le circuit et le courant, :
{\displaystyle L={\frac {\Phi }{I}}}
Précisons que le flux {\displaystyle \Phi \,} est celui produit par le courant I parcourant le circuit et non celui provenant d'une autre source (autre courant, aimant, etc.).

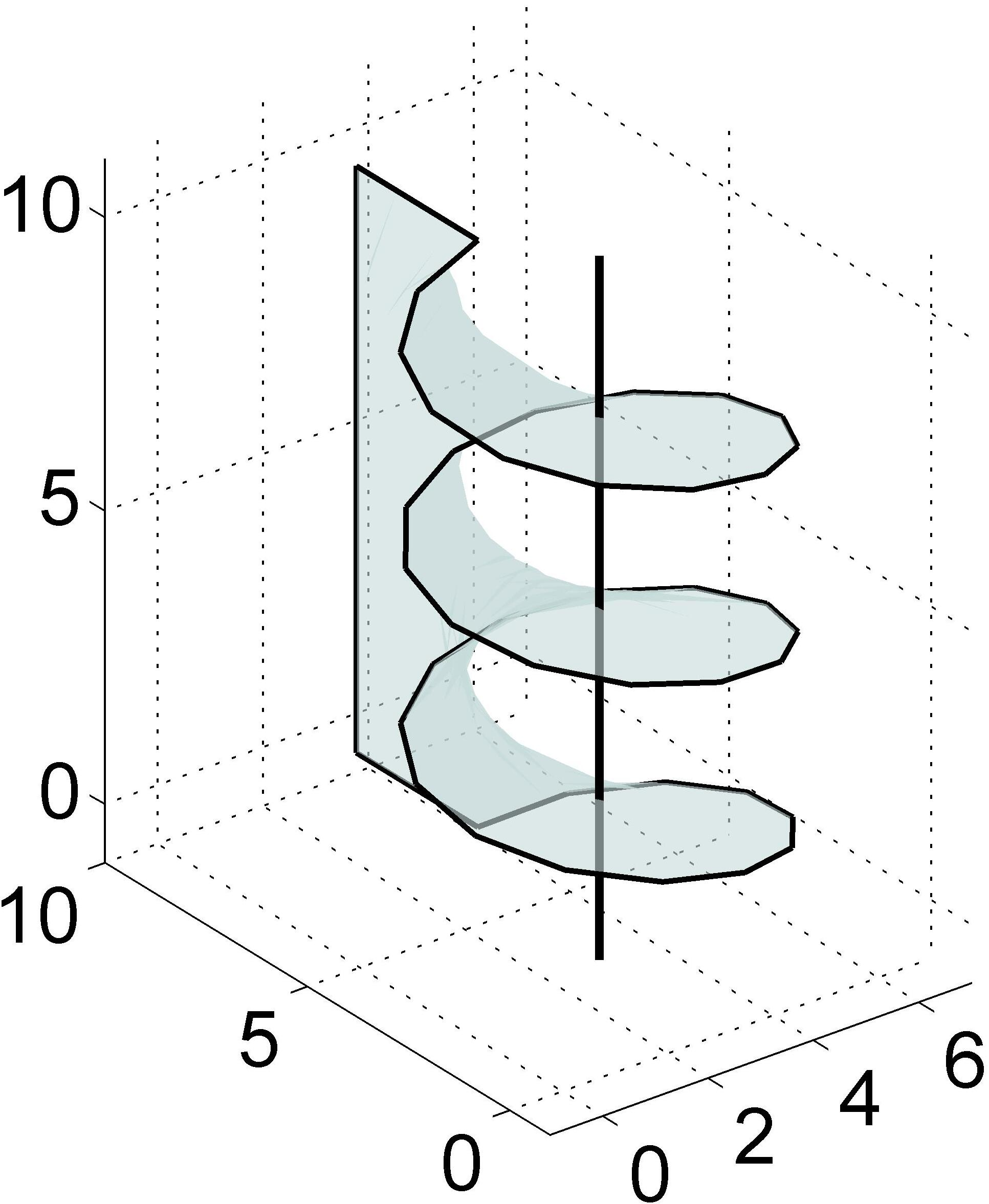
Visualisation d'une surface circonscrite par une bobine à trois spires.

Cette définition présente trois inconvénients :
- la définition de l'inductance est donnée en fonction du flux {\displaystyle \Phi \,} qui est une grandeur physique inaccessible directement ;
- la « surface circonscrite par le circuit » n'est pas toujours facile à déterminer ;
- la définition suppose que le flux est proportionnel à l'intensité du courant. Ce n'est pas le cas quand le flux traverse un matériau magnétique ; dans ce cas, on observe un cycle d'hystéresis magnétique.

Une deuxième définition qui ne présente que le troisième inconvénient, découle de la loi de Lenz-Faraday qui est la seule réellement applicable dans toutes les situations :
{\displaystyle e(t)=-{\frac {\mathrm {d} \Phi }{\mathrm {d} t}}}
si L est constant on en déduit :
{\displaystyle e(t)=-L\,{\frac {\mathrm {d} i}{\mathrm {d} t}}}
où :
L est l'inductance propre du circuit ou composant,
e la force électromotrice aux bornes du circuit en convention générateur,
{\displaystyle {\frac {\mathrm {d} i}{\mathrm {d} t}}} la variation avec le temps du courant qui traverse le circuit (mesurée en ampères par seconde) ;
e et i sont des valeurs instantanées.
Cependant :
- la relation n'est applicable qu'aux situations dans lesquelles le flux est — ou peut-être considéré comme — proportionnel au courant ;
- lorsque le courant est constant, di/dt est nul et par conséquent la force électromotrice e auto-induite est nulle aussi ;
- le signe (-) indique que la force électromotrice auto-induite aux bornes de l'inductance s'oppose aux variations du courant qui la traverse ;
- quand on applique une tension constante U à une inductance imparfaite de résistance R, le courant qui rentre par l'extrémité positive augmente avec le temps jusqu'à la valeur limite U/R.

À partir de cette définition, on pourrait mesurer la valeur de l'inductance d'un circuit, puis déterminer le flux magnétique équivalent qui traverse la « surface circonscrite » équivalente si la tension aux bornes de cette portion de circuit ne dépendait que de phénomènes magnétiques. Malheureusement, un grand nombre d'effets physiques très divers (dont l'effet Joule) influent sur cette tension. On ne peut donc pas mesurer l'inductance d'une portion de circuit.
Comme déjà indiqué, cette définition n'est pas valable pour des portions de circuit présentant des non-linéarités. On peut définir une inductance qui dépend de la valeur du courant et de son histoire (hystérésis) par la relation :
{\displaystyle L={\frac {\partial \Phi }{\partial I}}}
Une partie du flux produit par le courant traverse le câble lui-même. Il convient donc de distinguer l’inductance externe et l’inductance interne d’un circuit. L’inductance interne d’un câble diminue lorsque la fréquence du courant augmente à cause de l’effet pelliculaire ou effet de peau.

## Inductance mutuelle
Un circuit 1 traversé par un courant noté {\displaystyle i_{1}\,}, produit un champ magnétique à travers un circuit 2, on peut écrire :
{\displaystyle M_{1/2}={\frac {\Phi _{2}}{i_{1}}}\,}
La valeur de cette inductance mutuelle dépend des deux circuits en présence (caractéristiques géométriques, nombre de spires) et de leur position relative : éloignement et orientation.

## Le dipôle «Inductance», ou bobine

Symbolisation d'une bobine parfaite d'inductance L, de la tension à ses bornes u et de l'intensité du courant qui la traverse i en convention récepteur.

Son symbole dans les schémas est L. Une bobine d'inductance L est un dipôle tel que la tension à ses bornes soit proportionnelle à la dérivée de l'intensité du courant qui le traverse en convention récepteur :
{\displaystyle u=L{\frac {di}{dt}}\,}
Cette relation vient de l’expression du flux magnétique en magnétostatique :
{\displaystyle u={\frac {d\Phi }{dt}}\,} (Loi de Lenz-Faraday)
et de {\displaystyle \Phi =L\cdot i\,}, conséquence de la définition de L.
Cette équation montre que l’intensité du courant traversant une inductance ne peut pas subir de discontinuité, cela correspondrait en effet à une tension infinie à ses bornes, donc à une puissance infinie.

### Puissance instantanée
Remarque : on ne peut stocker que de l'énergie. Le terme puissance emmagasinée est donc un abus de langage qui correspond en réalité à la puissance que l'on fournit à l'inductance et qui vient augmenter l'énergie emmagasinée dans cette dernière.
En convention récepteur la puissance instantanée fournie à l'inductance est égale à :
{\displaystyle P=u\cdot i=L{\frac {\mathrm {d} i}{\mathrm {d} t}}\cdot i}
En utilisant la transformation mathématique suivante :
{\displaystyle {\frac {\mathrm {d} (i^{2})}{\mathrm {d} t}}=2{\frac {\mathrm {d} (i)}{\mathrm {d} t}}\cdot i}
on obtient la relation :
{\displaystyle P={\frac {1}{2}}\ L{\frac {\mathrm {d} (i^{2})}{\mathrm {d} t}}}
La puissance instantanée fournie à une inductance est liée à la variation du carré de l’intensité qui la traverse : si celui-ci augmente, l’inductance emmagasine de l'énergie. Elle en restitue dans le cas contraire.
L’énergie échangée entre 2 instants ti et tf vaut :
{\displaystyle W={\frac {1}{2}}\ L(i_{tf}^{2}-i_{ti}^{2})}
L’énergie emmagasinée dans une bobine traversée par un courant I à l'instant t vaut :
{\displaystyle W={\frac {1}{2}}\ L\ I^{2}}
Il en résulte qu’il est difficile de faire varier rapidement le courant qui circule dans une bobine et ceci d’autant plus que la valeur de son inductance sera grande. Cette propriété est souvent utilisée pour supprimer de petites variations de courant non désirées.
Une bobine traversée par un courant I peut être vue comme un générateur de courant. Toute tentative d'ouverture du circuit où se trouve cette bobine va se traduire par une augmentation de la tension aux bornes de la bobine afin que le courant reste constant. Par exemple, si un interrupteur tente d'ouvrir un circuit inductif où circule un courant, il va se produire immanquablement une étincelle entre les bornes de l'interrupteur. Cette étincelle est physiquement la seule issue pour que l'énergie contenue dans l'inductance s'évacue. Des surtensions de plusieurs milliers voire millions de volts sont possibles, c'est ce phénomène qui est utilisé dans les armes de poing électriques de défense.
L’effet de l’inductance face aux variations du courant est analogue en mécanique à l’effet de la masse face aux variations de la vitesse : quand on veut augmenter la vitesse il faut fournir de l’énergie cinétique et ceci d’autant plus que la masse est grande. Quand on veut freiner, il faut récupérer cette énergie. Débrancher une bobine parcourue par un courant, c’est un peu arrêter une voiture en l’envoyant contre un mur.

### Puissance en régime sinusoïdal
En régime sinusoïdal, une inductance idéale (dont la résistance est nulle) ne consomme pas de puissance active. En revanche, il y a stockage ou restitution d’énergie par la bobine lors des variations de l'intensité du courant.

### Impédance

#### À chaque instant
{\displaystyle {\frac {\mathrm {d} i}{\mathrm {d} t}}={\frac {u}{L}}}
On a {\displaystyle u(t)=U{\sqrt {2}}\sin(\omega t)} et {\displaystyle i(t)=I{\sqrt {2}}\sin(\omega t-\varphi )}.
{\displaystyle {\frac {\mathrm {d} i}{\mathrm {d} t}}={\frac {U}{L}}{\sqrt {2}}\sin(\omega t)}
Donc {\displaystyle i(t)=\left({\frac {U}{L}}{\sqrt {2}}\right)\left(-{\frac {1}{\omega }}\cos(\omega t)\right)={\frac {U}{L\omega }}{\sqrt {2}}(-\cos(\omega t))}
On obtient finalement :
{\displaystyle i(t)={\frac {U}{L\omega }}{\sqrt {2}}\sin \left(\omega t-{\frac {\pi }{2}}\right)=I{\sqrt {2}}\sin(\omega t-\varphi )}
Donc :
{\displaystyle I={\frac {U}{L\omega }}}

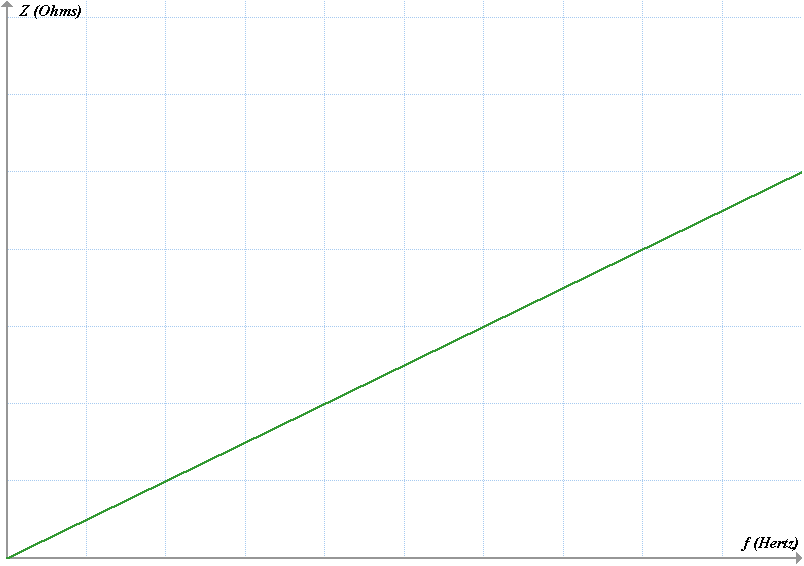
Pente de la droite = 2πL

- Loi d'Ohm en valeurs efficaces : {\displaystyle U=L\omega I=ZI\Leftrightarrow Z=L\omega =2\pi Lf} avec {\displaystyle Z} en ohms, {\displaystyle L} en henrys, {\displaystyle \omega } en radians par seconde et {\displaystyle f} en hertz.
- En continu, {\displaystyle f=0} : une bobine parfaite se comporte comme un court-circuit (en effet : {\displaystyle Z=0\Rightarrow U=0\cdot I=0[V]}).

#### En complexes
{\displaystyle {\underline {U}}={\underline {Z}}\,{\underline {I}}} avec {\displaystyle {\underline {U}}=[U,0]} et {\displaystyle {\underline {I}}=[I={\frac {U}{L\omega }},-{\frac {\pi }{2}}\ {\text{rad}}]}
D'où : 
{\displaystyle {\begin{cases}|{\underline {Z}}|=Z={\frac {U}{I}}=L\omega \\\operatorname {Arg} ({\underline {Z}})=\varphi ={\frac {\pi }{2}}\end{cases}}}
On en déduit que {\displaystyle {\underline {Z}}=\mathbf {j} L\omega } avec {\displaystyle {\underline {Z}}} imaginaire pur de la forme {\displaystyle {\underline {Z}}=\mathbf {j} X} et {\displaystyle X=L\omega >0}.

## Ouverture du circuit
Les inductances s'opposant à la variation du courant qui les traverse, l'ouverture d'un circuit inductif parcouru par un courant peut amener des surtensions. Ces surtensions oscillent avec une pulsation {\displaystyle \textstyle {\omega ={1 \over {\sqrt {LC}}}}}. {\displaystyle \scriptstyle {C}} représentant les capacités parasites du circuit. La tension maximale de l'oscillation peut être très élevée. Ceci vient du fait qu'après l'interruption du courant l'énergie de l'inductance {\displaystyle \scriptstyle {{1 \over 2}LI^{2}}} a été transférée aux capacités parasites sous la forme {\displaystyle \scriptstyle {{1 \over 2}CV^{2}}}.

## Inductance propre de circuits simples dans l'air
L'inductance propre de beaucoup de types de circuits électriques peut être donnée dans la forme fermée ou comme une série. Des exemples sont énumérés dans la table ci-dessous.
| Type                                                   | Inductance propre | Commentaire |
| ------------------------------------------------------ | --- | --- |
| Solénoïde à une seule couche                           | {\displaystyle {\frac {\mu _{0}r^{2}N^{2}}{3l}}\left[-8w+4{\frac {\sqrt {1+m}}{m}}\left(K\left({\sqrt {\frac {m}{1+m}}}\right)-\left(1-m\right)E\left({\sqrt {\frac {m}{1+m}}}\right)\right)\right]} {\displaystyle ={\frac {\mu _{0}r^{2}N^{2}\pi }{l}}\left[1-{\frac {8w}{3\pi }}+\sum _{n=1}^{\infty }{\frac {\left(2n\right)!^{2}}{n!^{4}\left(n+1\right)\left(2n-1\right)2^{2n}}}\left(-1\right)^{n+1}w^{2n}\right]} {\displaystyle ={\frac {\mu _{0}r^{2}N^{2}\pi }{l}}\left(1-{\frac {8w}{3\pi }}+{\frac {w^{2}}{2}}-{\frac {w^{4}}{4}}+{\frac {5w^{6}}{16}}-{\frac {35w^{8}}{64}}+...\right)} pour w << 1 {\displaystyle =\mu _{0}rN^{2}\left[\left(1+{\frac {1}{32w^{2}}}+O\left({\frac {1}{w^{4}}}\right)\right)\ln(8w)-1/2+{\frac {1}{128w^{2}}}+O\left({\frac {1}{w^{4}}}\right)\right]} pour w ≫ 1 | {\displaystyle N} : nombre de spires {\displaystyle r} : rayon {\displaystyle l} : longueur {\displaystyle w=r/l} {\displaystyle m=4w^{2}} {\displaystyle E,K} : intégrale elliptique |
| Câble coaxial, haute fréquence                         | {\displaystyle {\frac {\mu _{0}l}{2\pi }}\ln \left({\frac {a_{1}}{a}}\right)} | {\displaystyle a_{1}} : rayon extérieur {\displaystyle a} : rayon intérieur {\displaystyle l} : longueur                                                                              |
| Boucle circulaire                                      | {\displaystyle \mu _{0}r\left(\ln \left({\frac {8r}{a}}\right)-2+{\frac {Y}{2}}+O\left({\frac {a^{2}}{r^{2}}}\right)\right)} | {\displaystyle r} : rayon de la boucle {\displaystyle a} : rayon de fil |
| Rectangle                                              | {\displaystyle {\frac {\mu _{0}}{\pi }}\left(b\ln \left({\frac {2b}{a}}\right)+d\ln \left({\frac {2d}{a}}\right)-\left(b+d\right)\left(2-{\frac {Y}{2}}\right)+2{\sqrt {b^{2}+d^{2}}}\right)} {\displaystyle \;\;-{\frac {\mu _{0}}{\pi }}\left(b\cdot \operatorname {arsinh} \left({\frac {b}{d}}\right)+d\cdot \operatorname {arsinh} \left({\frac {d}{b}}\right)+O\left(a\right)\right)} | {\displaystyle b,d} : périmètre {\displaystyle d\gg a}, {\displaystyle b\gg a} {\displaystyle a} : rayon de fil                                                                       |
| Deux fils parallèles                                   | {\displaystyle {\frac {\mu _{0}l}{\pi }}\left(\ln \left({\frac {d}{a}}\right)+{\frac {Y}{2}}\right)} | {\displaystyle a} : rayon de fil {\displaystyle d} : distance, {\displaystyle d\geq 2a} {\displaystyle l} : longueur de la paire de fils                                              |
| Deux fils parallèles, haute fréquence                  | {\displaystyle {\frac {\mu _{0}l}{\pi }}\operatorname {arcosh} \left({\frac {d}{2a}}\right)={\frac {\mu _{0}l}{\pi }}\ln \left({\frac {d}{2a}}+{\sqrt {{\frac {d^{2}}{4a^{2}}}-1}}\right)} | {\displaystyle a} : rayon de fil {\displaystyle d} : distance, {\displaystyle d\geq 2a} {\displaystyle l} : longueur de la paire de fils                                              |
| Fil parallèle à un conducteur parfait                  | {\displaystyle {\frac {\mu _{0}l}{2\pi }}\left(\ln \left({\frac {2d}{a}}\right)+{\frac {Y}{2}}\right)} | {\displaystyle a} : rayon de fil {\displaystyle d} : distance, {\displaystyle d\geq a} {\displaystyle l} : longueur                                                                   |
| Fil parallèle à un conducteur parfait, haute fréquence | {\displaystyle {\frac {\mu _{0}l}{2\pi }}\operatorname {arcosh} \left({\frac {d}{a}}\right)={\frac {\mu _{0}l}{2\pi }}\ln \left({\frac {d}{a}}+{\sqrt {{\frac {d^{2}}{a^{2}}}-1}}\right)} | {\displaystyle a} : rayon de fil {\displaystyle d} : distance, {\displaystyle d\geq a} {\displaystyle l} : longueur                                                                   |

Le symbole {\displaystyle \mu _{0}} est la constante magnétique (4π × 10−7 H m−1). Pour de hautes fréquences le courant électrique circule dans la surface de conducteur (effet de peau) et, selon la géométrie, il est nécessaire de distinguer les inductances à basse et à haute fréquence. C'est le but de la constante {\displaystyle Y} :
- {\displaystyle Y=1/2} quand le courant est uniformément distribué sur la section transversale du fil (à basse fréquence) ;
- {\displaystyle Y=0} quand le courant est uniformément distribué sur la surface du fil (effet de peau à haute fréquence).

Dans le cas de haute fréquence, si les conducteurs se rapprochent l'un de l'autre, des courants supplémentaires sont induits dans leur surface et les expressions contenant Y deviennent invalides.